# Nílúfar Rahmání
Nílúfar Rahmání (* 1992) je historicky první Afghánka, která získala oprávnění pilotovat letadlo, a také první žena v afghánském letectvu od pádu vlády Tálibánu v roce 2001.

## Život
Nílúfar Rahmání vyrostla v Kábulu. O tom, že se stane pilotkou, snila od dětství. Pilotní kurz zahájila v roce 2010. Věděli o tom její rodiče, ale před dalšími příbuznými své studium tajila. V roce 2012 se stala první Afghánkou, která mohla řídit letadlo – na rozdíl od svých předchůdkyň, které mohly pilotovat pouze vrtulníky.
První sólový let podnikla na stroji Cessna 182, později létala s Cessnou 208 Caravan. Jednou odmítla splnit rozkaz nadřízeného, který jí coby ženě v souladu s afghánskou tradicí zakázal převézt raněné vojáky. Za tento čin nebyla v armádě potrestána, ale když byl zveřejněn, obdržela její rodina výhrůžky jak ze strany Tálibánu, tak příbuzných. Rodina se proto poté v Afghánistánu několikrát přestěhovala. V roce 2016 zažádala ve Spojených státech o azyl, ten jí byl udělen v roce 2018. Její rodiče a sestra zůstali v Afghánistánu.

## Ocenění
- Mezinárodní cena ženské odvahy (2015), cena udělovaná Ministerstvem zahraničí USA